# Park-šuma Magdalena
Park-šuma Magdalena, park-šuma u Hrvatskoj i jedna od 17 park-šuma na prostoru Grada Zagreba. Ova sesvetska park-šuma zauzima ukupnu površinu od 28,90 ha, od čega na privatne šume otpada površina od 24,70 ha, stoje i ukupna površina šuma. Prosječna drvna zaliha iznosi 122,00 m3/ha, a prirast 3,80 m3/ha. S obzirom na to da je to šuma u privatnom vlasništvu, po kvaliteti se bitno ne razlikuje od ostalih šuma u tom vlasništvu. Nalazi se na staništu gdje se miješa hrast lužnjak, kitnjak i obični grab. Ima dosta površina gdje prevladava grab, te će se na cijeloj površini morati obavljati radovi njege s istovremenim pomlađivanjem po načelima koje smo već opisali. 
Državnih šuma je 0,00 ha, privatnih 24,70 ha, ostalih površina 4,20 ha. Prosječna drvna zaliha je 122,00 prostornih metara po hektaru. Prosječni godišnji tečajni prirast je 3,80 prostornih metara po hektaru.